# Karpatophyllon banaticum
Karpatophyllon banaticum är en mångfotingart som beskrevs av Ceuca 1989. Karpatophyllon banaticum ingår i släktet Karpatophyllon och familjen Mastigophorophyllidae. Inga underarter finns listade i Catalogue of Life.